# Fabiola Ibarra
Pour les articles homonymes, voir Ibarra.
Fabiola Ibarra, née le 2 février 1994 à Guadalajara, est une footballeuse internationale mexicaine évoluant au poste de milieu de terrain.

## Biographie

### En club
Avec le club de l'Atlas Guadalajara, elle inscrit de nombreux buts dans le championnat du Mexique.
Le 25 janvier 2020, elle se met en évidence en inscrivant un triplé en championnat face au club de Gallos Blancos. En un seul mois, elle marque six buts en championnat.

### En équipe nationale
Avec l'équipe du Mexique des moins de 17 ans, elle participe à la Coupe du monde des moins de 17 ans 2010 organisée à Trinité-et-Tobago. Lors de cette compétition, elle ne joue qu'un seul match, contre la Corée du Sud.
Avec l'équipe du Mexique des moins de 20 ans, elle participe à la Coupe du monde des moins de 20 ans en 2014. Lors du mondial 2014 qui se déroule au Canada, elle joue trois matchs. Elle se met en évidence en inscrivant un but lors du premier match de poule contre le Nigeria.
Avec l'équipe du Mexique, elle participe à la Coupe du monde féminine 2015 organisée au Canada. Lors de cette compétition, elle joue de matchs. Elle se met en évidence avec un but inscrit en phase de poule face à l'Angleterre, dans les dernières secondes de la rencontre.

## Palmarès
- Championne du Mexique en 2018 (Clausura) avec les Tigres UANL
- Meilleure buteuse du championnat du Mexique (Clausura) en 2019 avec sept buts - à égalité avec Isela Ojeda[4]